# Helogyne virgata
Helogyne virgata là một loài thực vật có hoa trong họ Cúc. Loài này được (Rusby) B.L.Rob. mô tả khoa học đầu tiên năm 1906.